# Ammophila (növénynemzetség)
Az Ammophila az egyszikűek (Liliopsida) osztályának perjevirágúak (Poales) rendjébe, ezen belül a perjefélék (Poaceae) családjába tartozó nemzetség.

## Rendszerezés
A nemzetségbe az alábbi 2-3 faj tartozik:
- homoknád (Ammophila arenaria) (L.) Link - típusfaj; egyes rendszerezések szerint a nádtippanok közé tartozik Calamagrostis arenaria (L.) Roth név alatt[1]
- Ammophila breviligulata Fernald - egyes rendszerezések szerint a nádtippanok közé tartozik Calamagrostis breviligulata (Fernald) Saarela név alatt[2]
- Ammophila champlainensis F.Seym. - nagy valószínűséggel az A. breviligulata alfaja[3]